# Dance of the Clairvoyants
«Dance of the Clairvoyants» (укр. Танець ясновидців) — пісня американського рок-гурту Pearl Jam, перший сингл з альбому Gigaton (2020).

## Історія створення
«Dance of the Clairvoyants» стала першою піснею за два роки, яку випустив рок-гурт Pearl Jam. Вона суттєво відрізнялась від попереднього матеріалу гурту, та була експериментальнішою. По-перше, музиканти змінили інструменти — гітарист Стоун Ґоссард грав на бас-гітарі. За словами Джефа Амента, пісня стала «ідеальним штормом експериментів та справжньої співпраці»; він також відзначив шалену гітарну партію Майка Маккріді, «вбивчий ритм» барабанів Метта Кемерона та текст Едді Веддера із рядками, що він відносив до своїх найулюбленіших.
Композиція вийшла дуже близькою до фанк-року. В журналі Rolling Stone її порівняли із творчістю Talking Heads, але також відзначили вплив танцювального року, гітарне звучання, схоже на Franz Ferdinand, а також поєднання звичайних барабанів з електронними семплами. Композицію спродюсували самі музиканти Pearl Jam, а також їхній звукорежисер Джош Еванс.

## Вихід пісні
22 січня 2020 року пісня вийшла першим синглом з чергового студійного альбому Pearl Jam Gigaton. Відеокліп на пісню зняв режисер Джоел Едвардс. Вже через тиждень вона з'явилась в хіт-парадах Billboard, врешті решт досягнувши 17 місця в чарті Mainstream Rock та 15 позиції в категорії Alternative Airplay.
Через пандемію COVID-19 гурт утримувався від концертів, проте 24 червня 2020 року було опубліковано версію пісні, яку музиканти виконали наживо кожен в себе вдома. Цей виступ відбувся в межах благодійної кампанії All in WA. Окрім музикантів гурту, у записі взяв участь гітарист Джош Клінгхоффер, який мав приєднатись до Pearl Jam під час весняного турне. Повноцінний концертний дебют пісні відбувся лише через рік — 18 вересня 2021 на фестивалі Sea.Hear.Now в Нью-Джерсі.

## Місця в чартах
| Хіт-парад Billboard            | Дата дебюту   | Найвища позиція | Дата найв. поз. | Тижнів в чарті |
| ------------------------------ | ------------- | --------------- | --------------- | -------------- |
| Adult Alternative Airplay      | 1 лютого 2020 | 2               | 7 березня 2020  | 16             |
| Alternative Airplay            | 1 лютого 2020 | 15              | 29 лютого 2020  | 10             |
| Alternative Digital Song Sales | 1 лютого 2020 | 6               | 1 лютого 2020   | 4              |
| Canada Rock                    | 1 лютого 2020 | 3               | 22 лютого 2020  | 22             |
| Canadian Digital Song Sales    | 8 лютого 2020 | 48              | 8 лютого 2020   | 1              |
| Hard Rock Digital Song Sales   | 1 лютого 2020 | 2               | 1 лютого 2020   | 1              |
| Hot Rock & Alternative Songs   | 1 лютого 2020 | 3               | 8 лютого 2020   | 12             |
| Hot Rock Songs                 | 1 лютого 2020 | 3               | 8 лютого 2020   | 12             |
| Lyricfind U.S.                 | 1 лютого 2020 | 2               | 8 лютого 2020   | 3              |
| Mainstream Rock Airplay        | 1 лютого 2020 | 17              | 15 лютого 2020  | 7              |
| Rock & Alternative Airplay     | 1 лютого 2020 | 8               | 15 лютого 2020  | 12             |
| Rock Digital Song Sales        | 1 лютого 2020 | 2               | 1 лютого 2020   | 4              |
| Станом на 16.08.2022           |               |                 |                 |                |